# Pavel Šustr (fotbalista)
Pavel Šustr (* 13. října 1974 Brno) je český fotbalista (původně útočník, později krajní obránce či defenzivní záložník) a trenér.

## Hráčská kariéra
Začínal v Lokomotivě Horní Heršpice, dále hrál za Havlíčkův Brod, brněnské Tuřany, Poštornou, Zlín, Mladou Boleslav a druholigový řecký klub Panserraikos Serres. Ligu hrál za Brno, potom hostoval v Jihlavě a vrátil se do Brna. Pokračoval v druholigových Drnovicích, odkud na jaře 2006 hostoval v rakouském Unionu Perg. V sezoně 2006/07 se stali společně s Radimem Vlasákem výraznými posilami Palavanu Bavory, se kterým v té sezoně vyhráli Okresní přebor Břeclavska. Na podzim 2007 hostoval v rakouském ASV Spratzern, na jaře 2008 opět v Bavorech. Poté hrál 2 roky za Sokol Lanžhot. Na sezonu 2010/11 ho angažoval nováček Divize D z Rosic, se kterým se mu ihned podařilo postoupit do MSFL. Na podzim 2011 hostoval v Bořeticích, na jaře 2012 se vrátil do Rosic. Na podzim 2012 hrál Krajský přebor Vysočiny za FC Čáslavice-Sádek spolu s Milanem Pacandou. Na jaře 2013 hrál v rakouském Ziersdorfu, od začátku sezony 2013/14 působil v Tatranu Bohunice.
V nejvyšší soutěži odehrál 119 utkání a dal 9 gólů, vše za Zbrojovku Brno.

### Prvoligová bilance
| Ročník                 | Zápasy | Góly | Minuty | Klub                  |
| ---------------------- | ------ | ---- | ------ | --------------------- |
| Gambrinus liga 1997/98 | 5      | 0    | 80     | FC Boby Brno          |
| Gambrinus liga 1999/00 | 23     | 0    | 498    | FC Stavo Artikel Brno |
| Gambrinus liga 2000/01 | 15     | 1    | 599    | FC Stavo Artikel Brno |
| Gambrinus liga 2001/02 | 20     | 3    | 1 086  | FC Stavo Artikel Brno |
| Gambrinus liga 2002/03 | 25     | 5    | 1 299  | 1. FC Brno            |
| Gambrinus liga 2003/04 | 14     | 0    | 1 257  | 1. FC Brno            |
| Gambrinus liga 2004/05 | 17     | 0    | 1 401  | 1. FC Brno            |
| CELKEM                 | 119    | 9    | 6 220  |                       |

## Trenérská kariéra
Už během hráčské kariéry se začal věnovat mládeži. Od ledna 2016 vedl ligový dorost Zbrojovky Brno, v sezoně 2017/18 s ním dlouho vedl tabulku a nakonec obsadil třetí příčku. Bývalý trenér Zbrojovky Václav Kotal jej roku 2017 přizval jako asistenta ke spolupráci u reprezentačního mužstva do 16 let (2017/18), společně působili i u reprezentačního mužstva do 17 let (2018)..
Po šesti kolech druholigového ročníku 2018/19, v nichž brněnská Zbrojovka získala pouhých 7 bodů za 2 vítězství, jednu remízu a tři porážky, vystřídal u zbrojováckého A-mužstva Romana Pivarníka. Klub o tom informoval den po prohraném zápase v Prostějově. Jeho asistentem se stal Petr Maléř a trenérem brankářů Martin Doležal.
Po 11. kole druholigového ročníku 2019/20 jej nahradil Miloslav Machálek, který do té doby trénoval SK Líšeň. Pavel Šustr vedl Zbrojovku ve 42 soutěžních zápasech (35 ve druhé lize, 5 v domácím poháru a 2 v baráži o účast v první lize) s bilancí 23 vítězství, 11 remíz, 8 porážek a kladným skóre 86:43.
Začátkem prosince 2019 se stal trenérem 1. SK Prostějov, kde vystřídal Oldřicha Machalu.